# Diecéze arnská
Diecéze Arna je titulární diecéze římskokatolické církve.

## Historie
Založení diecéze je datováno do 4. – 5. století; první zmínka o biskupovi této diecéze je z roku 499, byl to biskup Vitalianus. K odstranění této diecéze došlo v 6. století, po zničení města Arna Góty (v letech 548 a 549). 
Roku 2004, na výslovnou žádost arcibiskupa Perugie Giuseppa Chiarettiho, byla diecéze papežem Janem Pavlem II. obnovena jako titulární biskupské sídlo Arna. 
Současným titulární biskupem je Camillo Ballin, apoštolský vikář Severní Arábie.

## Seznam biskupů
- Vitalianus (před rokem 495 – po roce 499)

## Seznam titulárních biskupů
- od 2005 Camillo Ballin, M.C.C.I.